# Real Esporte Clube
Real Esporte Clube é uma agremiação esportiva da cidade de Angra dos Reis, no estado do Rio de Janeiro, fundada a 17 de julho de 1968.

## História
Após disputar por vários anos o campeonato amador da liga de sua cidade, o Real resolveu enveredar pelo caminho do futebol profissional.
Estreia em 1993 na Segunda Divisão de Profissionais do estado do Rio de Janeiro. Na fase inicial classifica-se para a fase seguinte em terceiro lugar, quando é eliminado. Termina o certame em oitavo lugar na classificação geral.
Em 1994, se licencia das competições profissionais, voltando em 1995 na Terceira Divisão. Classifica-se em terceiro na fase preliminar e vai para o hexagonal final. A campanha é excelente e o clube vai para a final, perdendo-a para o campeão Esporte Clube Lucas.
Em 1996, é criada a Divisão Intermediária, na prática uma Terceira Divisão, visto que haveria nesse ano até mesmo uma Quarta. O Real vence o primeiro turno ao ganhar a final do Céres Futebol Clube e vai à final contra o vencedor do segundo turno Tio Sam Esporte Clube, mas perde, ficando com o vice-campeonato mais uma vez.
Advém um longo período de inatividade de seu departamento de futebol que durará até 2009, quando volta às competições promovidas pela FFERJ para a disputa da Terceira Divisão de Juniores, mas é excluído da competição de profissionais, ainda na primeira fase da competição por não ter pago a taxa de refiliação à FFERJ.
Costuma mandar suas partidas no estádio Municipal de Angra dos Reis Jair Toscano de Britto e tem as cores verde, vermelho e branco.
A Federação de Futebol do Estado do Rio de Janeiro, durante a disputa do Campeonato Estadual de Futebol da Terceira Divisão, excluiu o clube da competição, ao revogar sua refiliação à entidade. O motivo da punição se deve à não quitação das pendências referentes à refiliação, tornando a equipe irregular perante o Estatuto e Regulamento da FFERJ.

## Títulos
- 1995 Vice-campeão da Terceira Divisão;
- 1996 Vice-campeão da Divisão Intermediária (Terceira Divisão);

## Estatísticas

### Participações
|  | Participações em 2018 |

| Competição          | Temporadas | Melhor campanha            | Estreia | Última | P | R |
| Série B2 do Carioca | 4          | Vice-campeão (1995 e 1996) | 1993    | 2009   | – | – |